# Morawa (województwo dolnośląskie)
Morawa (niem. Muhrau) – wieś w Polsce położona w województwie dolnośląskim, w powiecie świdnickim, w gminie Strzegom.

## Podział administracyjny
W latach 1975–1998 miejscowość administracyjnie należała do województwa wałbrzyskiego.

## Zabytki
Do wojewódzkiego rejestru zabytków wpisane są:
- cmentarz ewangelicki, nieczynny
- zespół pałacowy, z drugiej połowy XIX w.:
  - pałac z 1873 r., pierwotnie dwór oo. benedyktynów, obecnie własność fundacji Św. Jadwigi z Morawy[5],
  - ogród i park krajobrazowy

## Jeździectwo

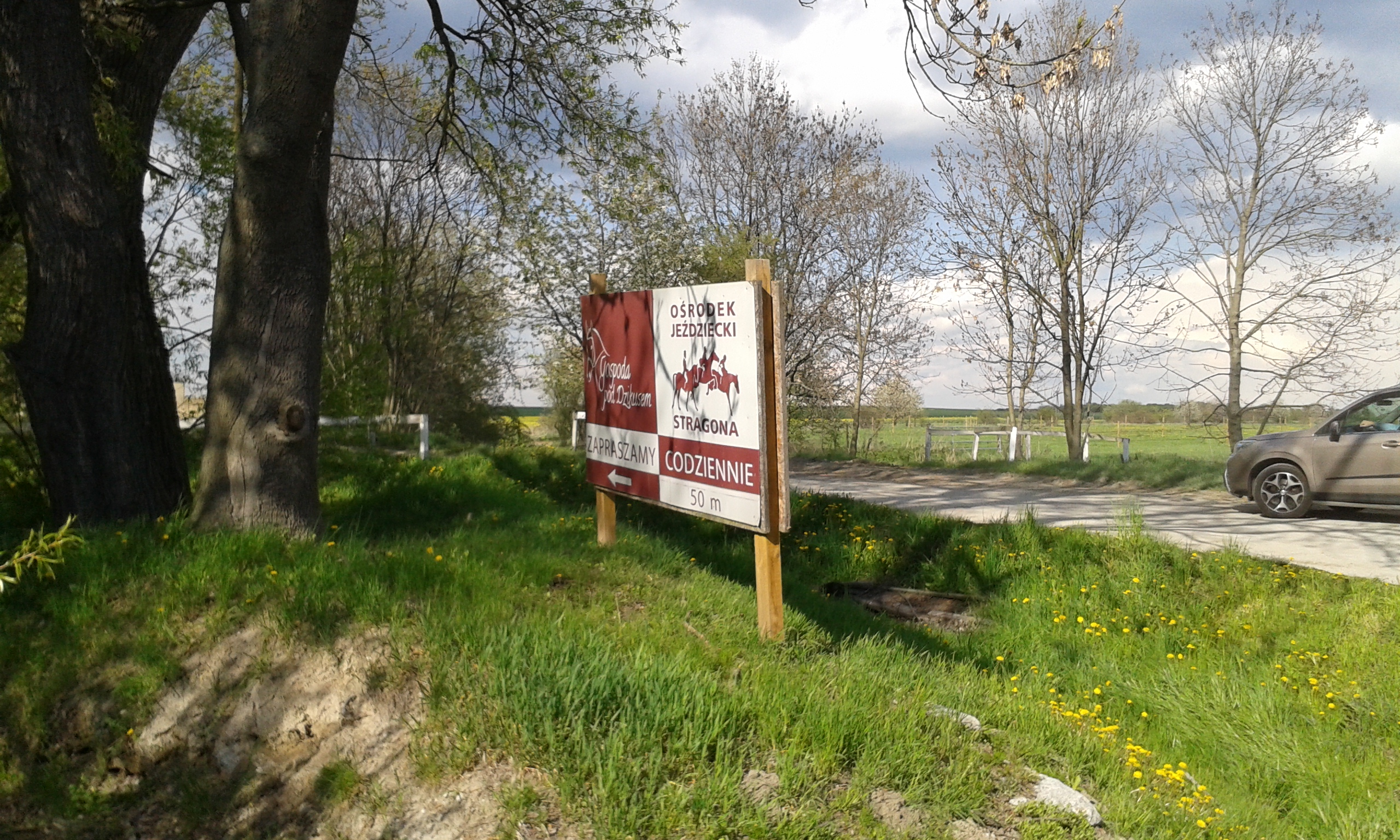
Wjazd do ośrodka

W Morawie mieści się ośrodek jeździecki, zarówno dla koni używanych w rekreacji, jak i do sportu. Znajduje się tu również klinika i pensjonat dla koni. Obok ośrodka zlokalizowany jest Hipodrom im. 14 Pułku Ułanów Jazłowieckich, w którym co roku rozgrywane są zawody Pucharu Świata w WKKW. Przykładowo 2016 zaplanowano zawody na 22–26 czerwca, wśród nich znajduje się Puchar Narodów - FEI Nations Cup™ Eventing oraz sześć innych międzynarodowych konkursów. W zawodach w 2015 roku (były to 13. zawody w ramach Strzegom International Horse Trials) wzięli udział reprezentanci z 19 krajów, najliczniej z Polski i Niemiec, ale i Australii, Wielkiej Brytanii czy Belgii.